# Адамич, Боян
Боян Адамич (словен. Bojan Adamič; 9 августа 1912, Рибница, Нижняя Крайна, Австро-Венгрия (ныне Словения) — 3 ноября 1995, Любляна) — словенский и югославский композитор, дирижёр, пианист, джазмен.

## Биография
С 13-летнего возраста учился в средней музыкальной школе. В 1941 году окончил Люблянскую музыкальную академию по классу фортепиано под руководством Янко Равника.
Творческую деятельность начал в 1933 году. В конце 1930-х годов основал свинг-группу «Бродвей».
Во время Второй мировой войны стал партизаном. Вступил в Народно-освободительную армию Югославии.
После окончания войны основал биг-бенд и до начала 1960-х годов руководил им. Коллектив с успехом выступал на радио в Любляне.
Был активным джазовым музыкантом, затем, в основном, занимался композиторской деятельностью.
Сочинял классическую музыку, поп, джаз, музыку кино. Сочинил музыку для более, чем двухсот телевизионных и кинофильмов. Также создал ряд песен (в том числе шансон), духовную, камерную музыку и симфонические произведения.
Впервые выступил в кино в 1952 году («Все на море»).

## Избранные музыкальные сочинения к фильмам
- 1979 — Партизанская эскадрилья
- 1976 — Идеалист / Idealist
- 1976 — Девичий мост / Devojački most
- 1975 — Доктор Младен / Doktor Mladen
- 1972 — Одинокий волк / Vuk samotnjak
- 1972 — Картинки из жизни ударника / Slike iz zivota udarnika
- 1972 — Вальтер защищает Сараево
- 1971 — Моя сумасшедшая голова / Moja luda glava
- 1969 — По следу Тигра
- 1968 — Хитрости Кекеца / Kekceve ukane
- 1968 — Брат доктора Гомера / Brat doktora Homera
- 1967 — Попутного ветра, «Синяя птица»!
- 1966 — Подопечный / Sticenik
- 1966 — Живая мишень / Glineni golub
- 1965 — Голосую за любовь / Гласам за љубав
- 1964 — Служебное положение / Sluzbeni polozaj
- 1963 — Радополье / Radopolje
- 1963 — Операция «Тициан» / Operacija Ticijan
- 1963 — Незаконнорожденные / Samorastniki
- 1962 — Замок на песке / Pesceni grad
- 1961 — Песня / Pesma
- 1961 — Кусочек голубого неба / Parče plaveg neba
- 1961 — Каролина Риекская / Karolina Rijecka
- 1961 — Азбука страха / Abeceda straha
- 1960 — Сигналы над городом / Signali nad gradom
- 1960 — Председатель — центр нападения / Drug predsednik centarfor
- 1960 — Любовь и мода / Ljubav i moda
- 1960 — Лучше уметь, чем иметь | Bolje je umeti (Югославия)
- 1960 — Загон / L’Enclos
- 1959 — Сам / Sam
- 1959 — Крепость Мамула / Campo Mamula
- 1958 — Чёрный жемчуг / Crni biseri
- 1958 — Сквозь ветви — небо / Kpoz granje nebo
- 1958 — Когда чувства побеждают рассудок / Male stvari
- 1958 — Всем на море
- 1958 — В эту ночь / Te noči
- 1957 — Фантастическая баллада / Fantasticna balada (короткометражный)
- 1957 — Только народ / Samo ljudi
- 1957 — Окровавленная рубашка / Krvava kosulja
- 1957 — Маленький человек / Mali čovek
- 1957 — Зэница / Zenica
- 1957 — В чужом краю / Tuđa zemlja
- 1957 — В субботу вечером / Saturday Night
- 1956 — Фальшивый кумир / Zle pare
- 1956 — Розыск / Potraga
- 1956 — Обувь на асфальте / Cipelice na asfaltu
- 1956 — Не оглядывайся, сынок / Ne okreći se, sine!
- 1956 — Большой и маленький / Veliki i mali
- 1955 — Их было двое / Њих двоjица
- 1953 — Ирена в смятении / Wirbel um Irene
- 1953 — Далматская свадьба
- 1953 — Весна / Vesna
- 1952 — Все на море

## Награды
- Орден Свободы (Словения)
- Премия имени Франце Прешерна
- Награжден золотой медалью на кинофестивале в Пуле (1957) за музыку к короткометражному фильму «Фантастическая баллада».